# Linia kolejowa nr 547
Linia kolejowa nr 547 – pierwszorzędna, zelektryfikowana, jednotorowa linia kolejowa łącząca posterunek odgałęźny Warszawa Podskarbińska ze stacją Warszawa Wschodnia Towarowa.